# Sanã-do-capim
Sanã-do-capim ou franga-d'água-de-peito-cinzento (Laterallus exilis) é uma espécie de ave da família Rallidae.
Pode ser encontrada nos seguintes países: Argentina, Belize, Bolívia, Brasil, Colômbia, Costa Rica, Equador, Guiana Francesa, Guatemala, Guiana, Honduras, Nicarágua, Panamá, Paraguai, Peru, Suriname, Trinidad e Tobago e Venezuela.
Os seus habitats naturais são: pântanos e pastagens.